# سلاح درگیری دوربرد
سلاح درگیری دوربرد برنامه نیروی هوایی ایالات متحده برای نسل بعدی موشک هوابه‌هوا فراتر از برد بصری است. گمانه‌زنی‌هایی موجود است که یک موشک بزرگ و دو مرحله‌ای را نشان می‌دهد که از پایگاه تسلیحات داخلی یک اف-۲۲ پرتاب شده‌است. برخی گزارش‌ها حاکی از آن است که این سلاح آنقدر بزرگ است که در جایگاه تسلیحات داخلی اف-۲۲ یا اف-۳۵ قرار نمی‌گیرد و برای اف-۱۵ ای‌اکس یا بی-۲۱ مناسب است. در حال حاضر این برنامه توسط ریتیان تکنالوجیز در حال توسعه است. این برنامه جدا از ایم-۲۶۰ جی‌ای‌تی‌ام است که توسط لاکهید مارتین توسعه یافته‌است.